# 아우디 A8
아우디 A8(Audi A8)은 아우디에서 생산하는 F-세그먼트 급 대형 세단으로, 아우디의 기함이다.

## 1세대(D2)

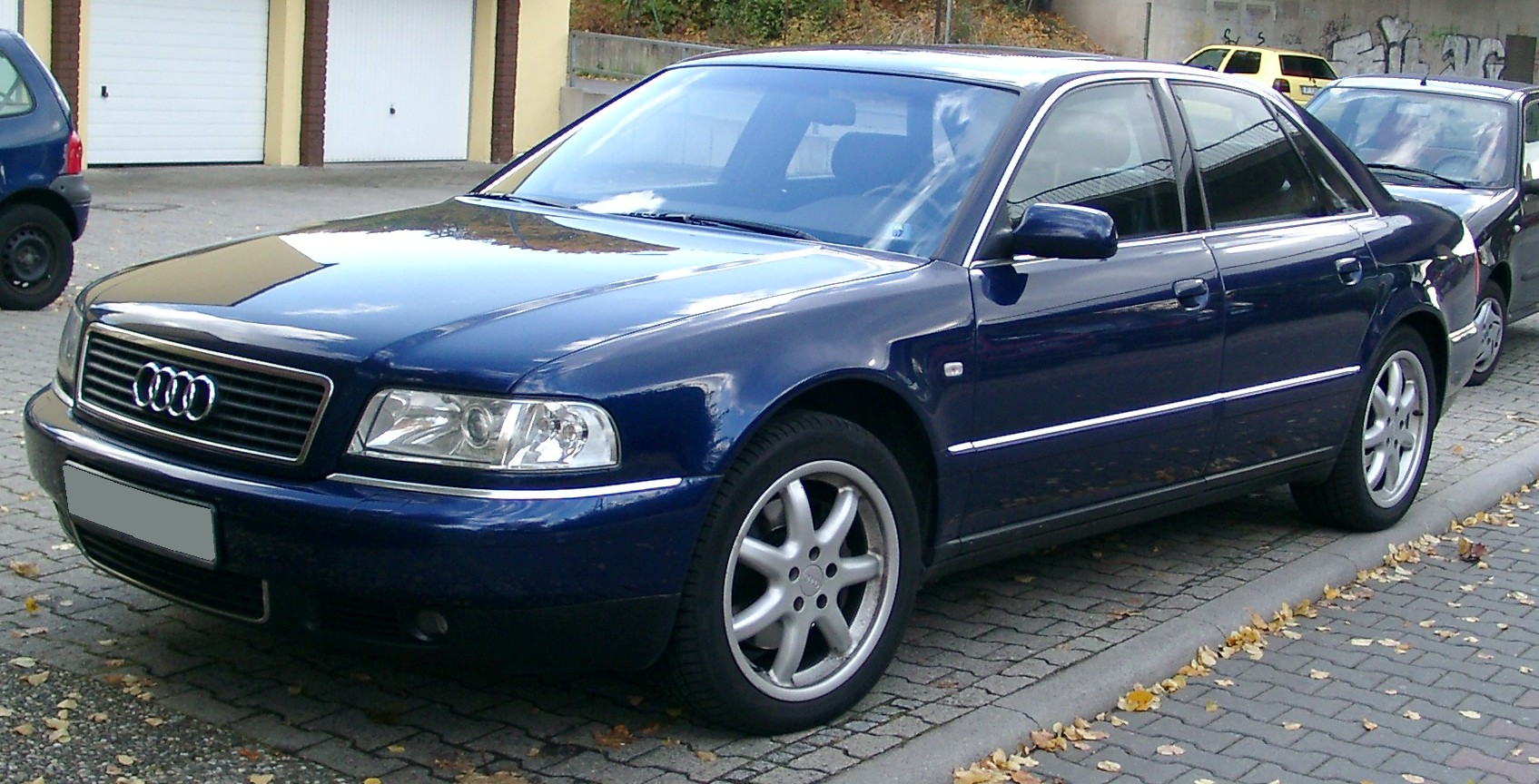
아우디 A8(전기형) 정측면

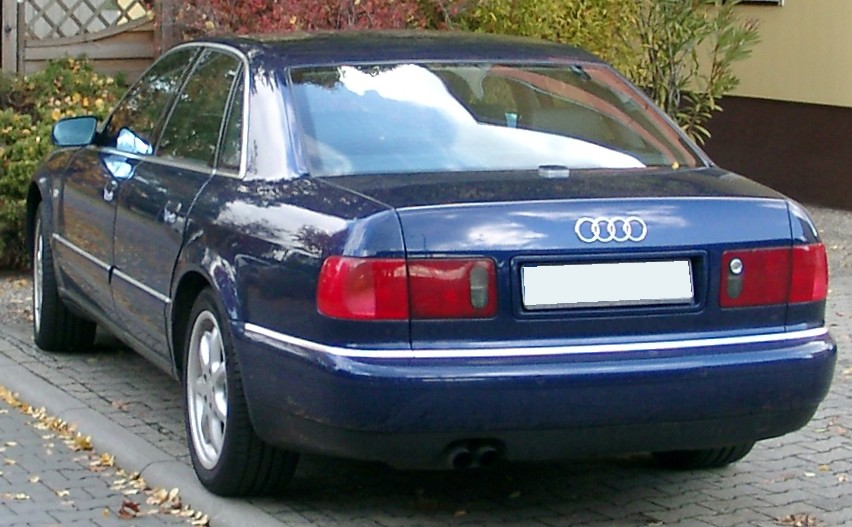
아우디 A8(전기형) 후측면

1988년에 출시된 V8의 후속 차종으로, 새로운 아우디의 작명법에 의해 차명이 A8로 바뀌어 1994년에 출시되었다. 차명에서 알 수 있듯이 아우디의 기함으로, 메르세데스-벤츠 S 클래스, BMW 7 시리즈, 렉서스 LS, 재규어 XJ 등이 경쟁 차종이다. 차체의 100%가 알루미늄으로 제작되어 당시 경쟁 차종보다 30%가량 경량화를 실현했다. 게르하르트 슈뢰더 독일 총리가 탔던 차종이기도 하다. 2001년에는 세계 최초로 W12 6.0L 엔진이 탑재되었고, 추후 이 엔진은 벤틀리 컨티넨탈 GT에 탑재된다. 대한민국에는 V8 4.2L 엔진이 탑재된 콰트로 트림까지 공식 수입되었다.

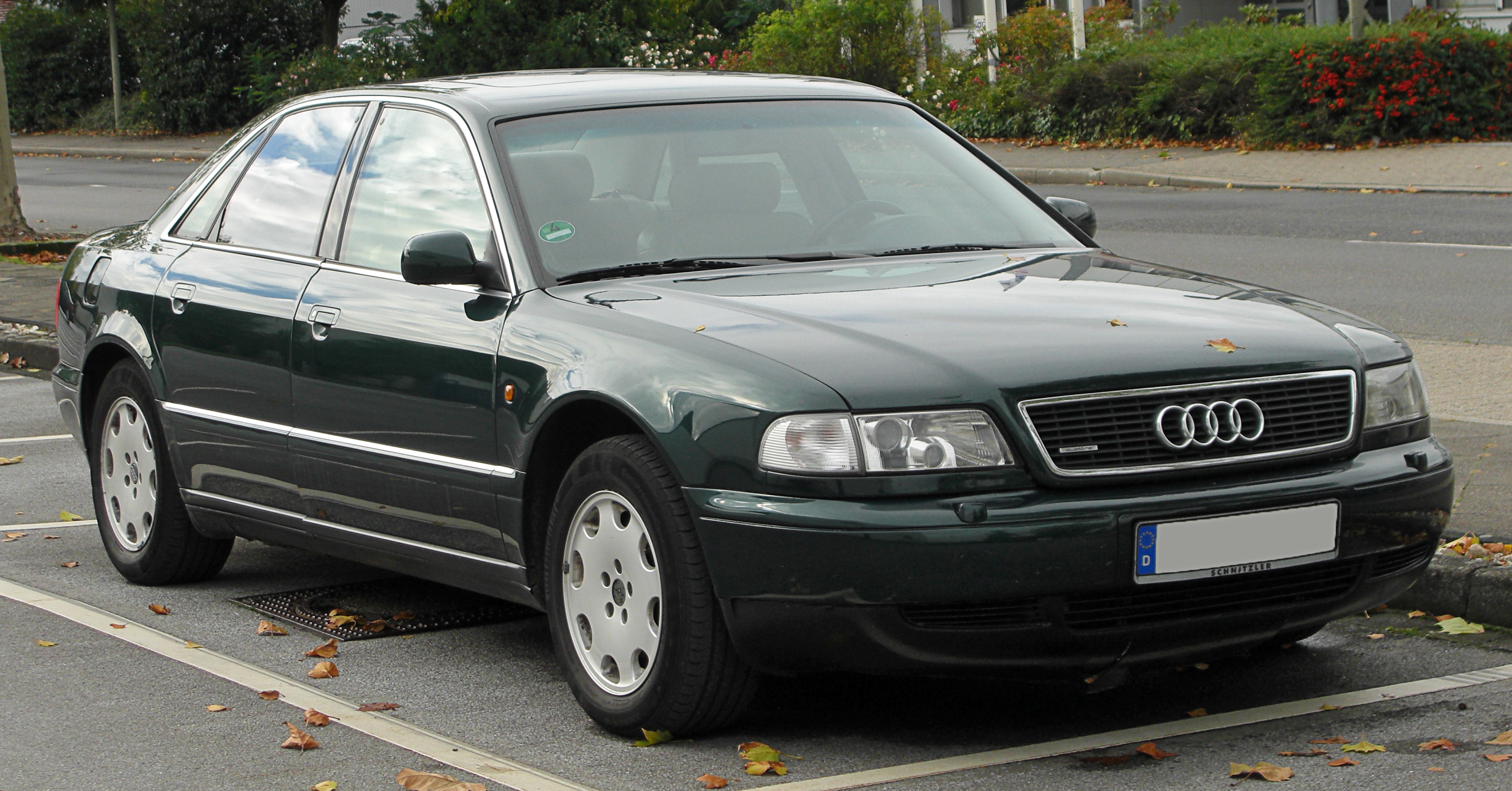
아우디 A8(후기형) 정측면
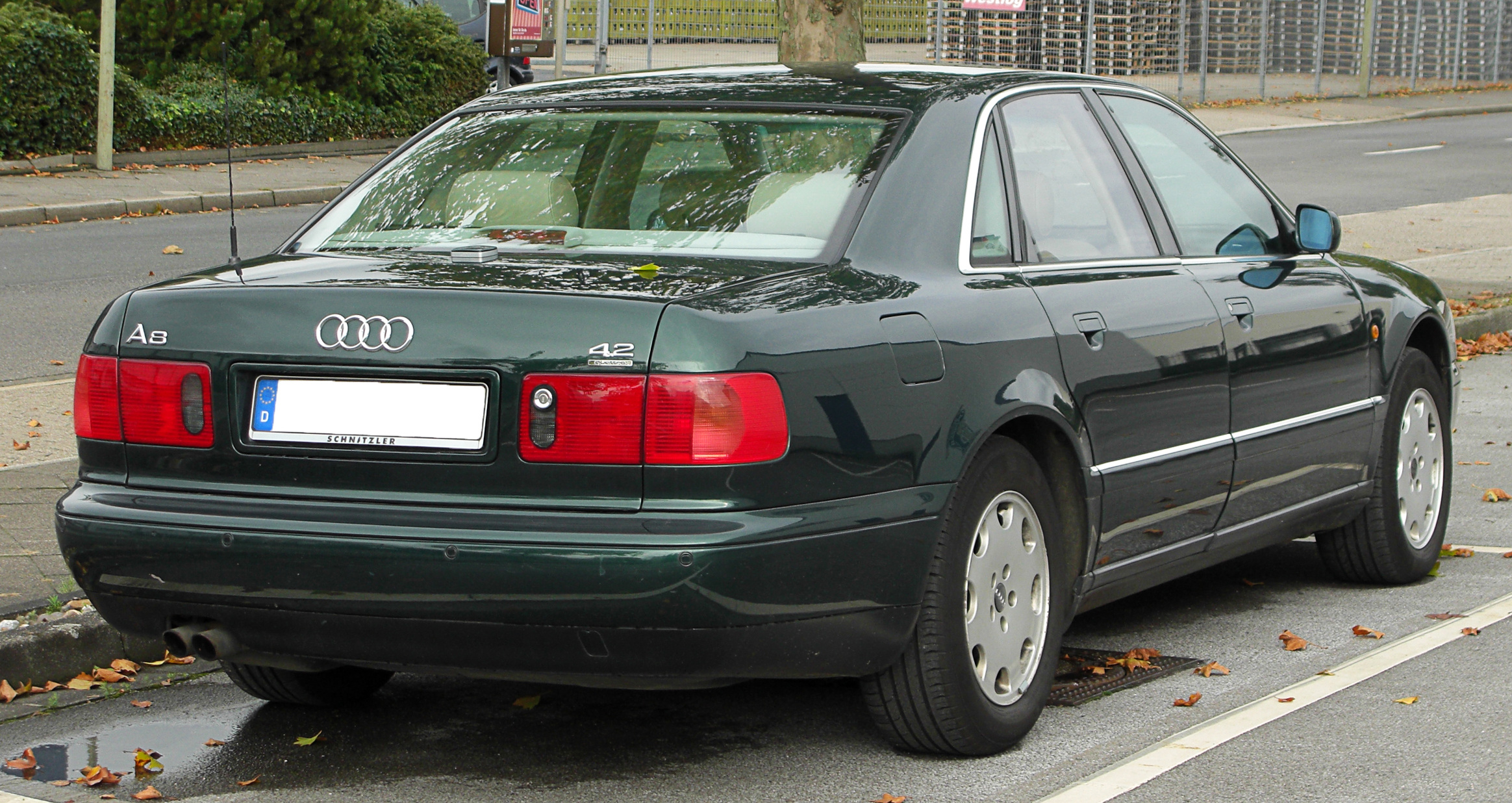
아우디 A8(후기형) 후측면

## 2세대(D3)

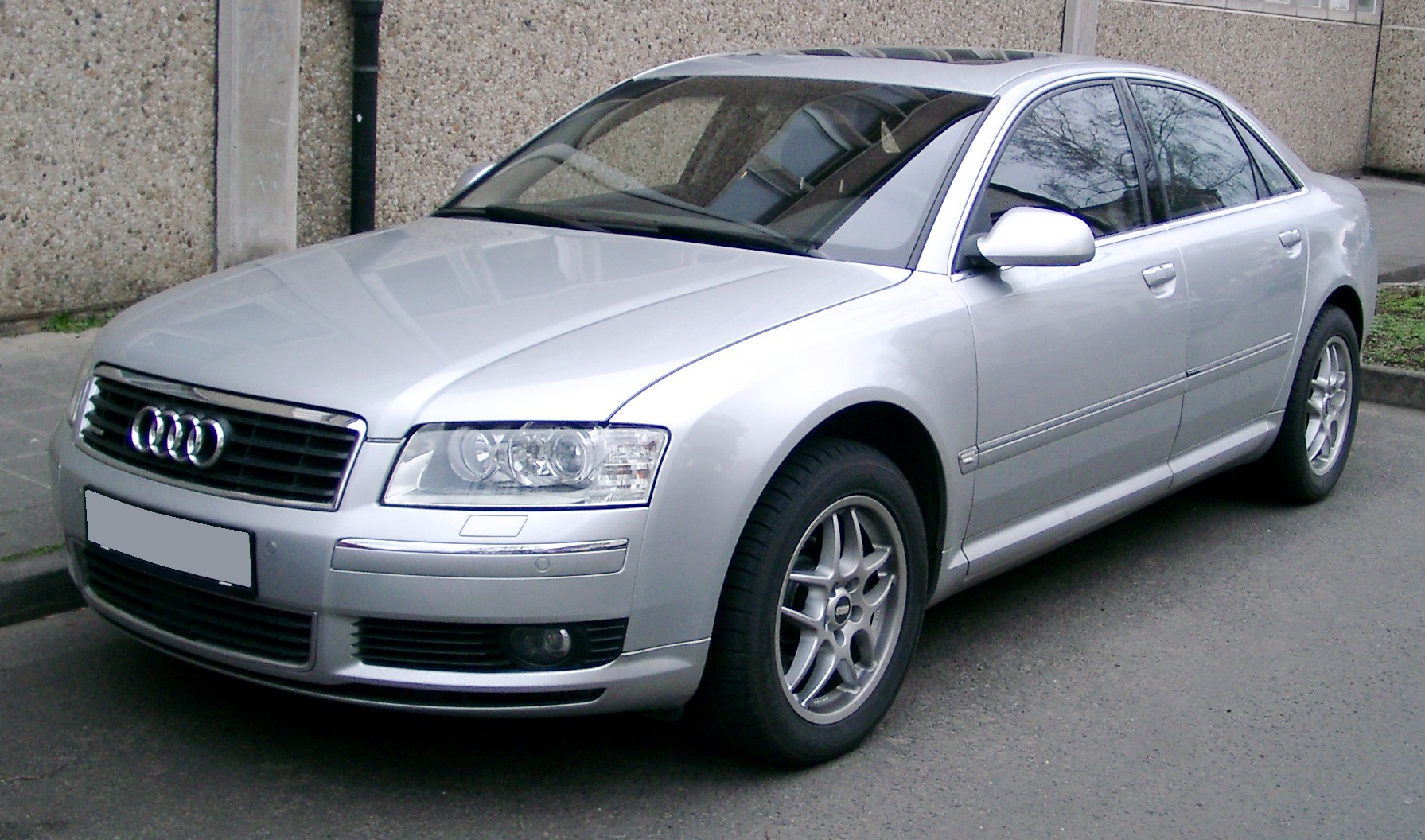
아우디 A8(전기형) 정측면

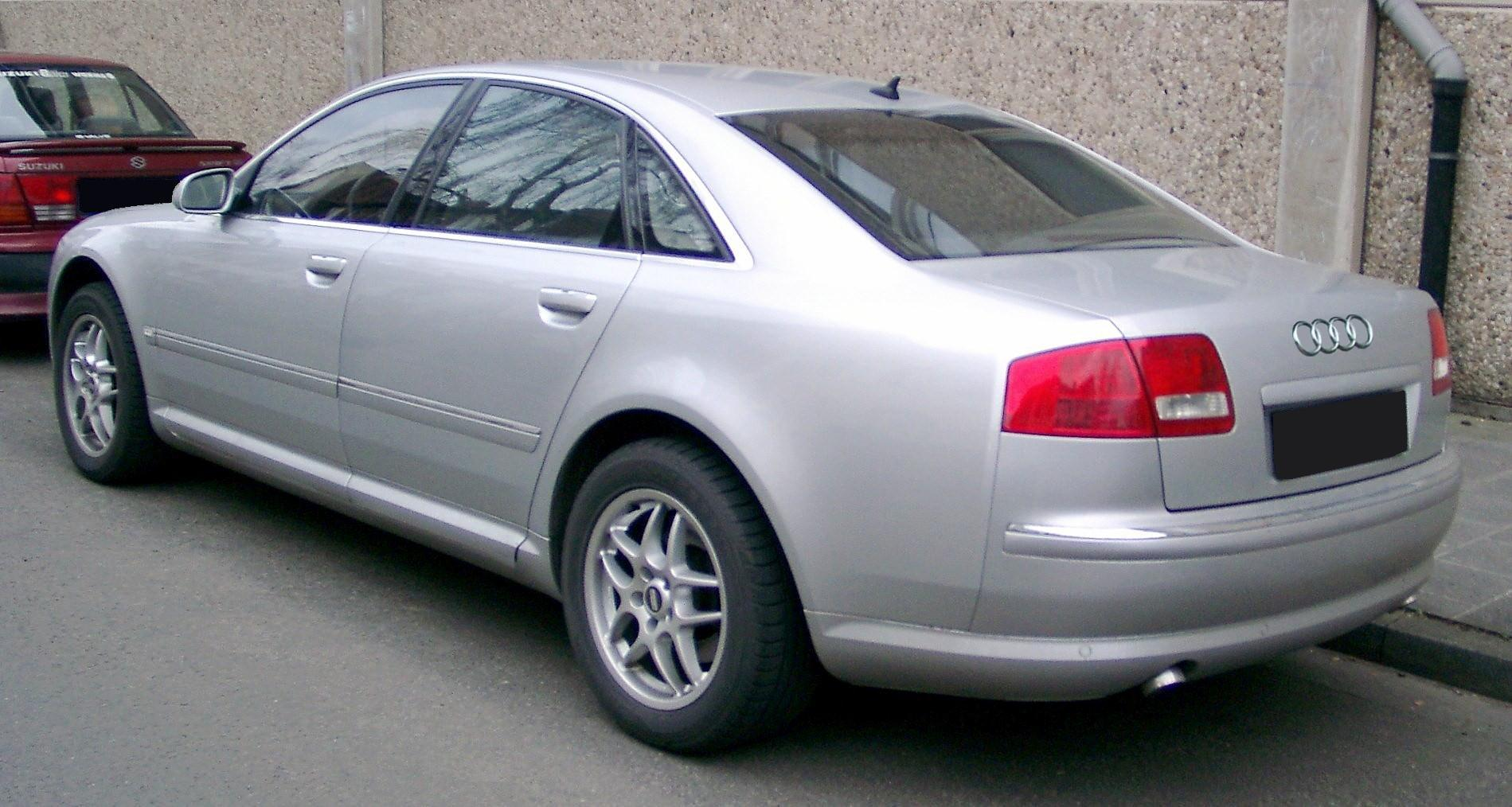
아우디 A8(전기형) 후측면

2002년에 출시되었다. 디자인은 1세대의 모습과 비슷하게 해 보이도록 엣지를 세워 샤프하게 다듬었다. 대한민국에서는 출시 전에 비행기로 공수하여 SBS의 드라마 올인을 통해 첫 선을 보이기도 했다. 2004년에 페이스 리프트를 거쳐 싱글 프레임이라고 불리는 라디에이터 그릴이 적용되어 아우디의 패밀리 룩을 완성했다. 2005년에 독일 최대 인터넷 포털 사이트인 T-online에서 2004년 최고의 차로 선정되었고, 2005년에 미국의 자동차 전문지 오토 위크에 의해 최고의 럭셔리 카 상과 독자가 선정한 최고의 럭셔리 카, 영국의 자동차 전문지 오토 익스프레스에 의해 최고의 럭셔리 카로 선정되었다. 2008년에 한번 더 페이스 리프트를 거쳤고,  2010년에 독일에서 익스클루시브 카 부문 고객 만족도 1위를 차지했다. 영화 트랜스포터: 엑스트림과 트랜스포터: 라스트 미션에서 제이슨 스테이섬의 자동차로 출연했으며, 두 편에 나온 건 최고급 트림인 W12 6.0L 콰트로이다.

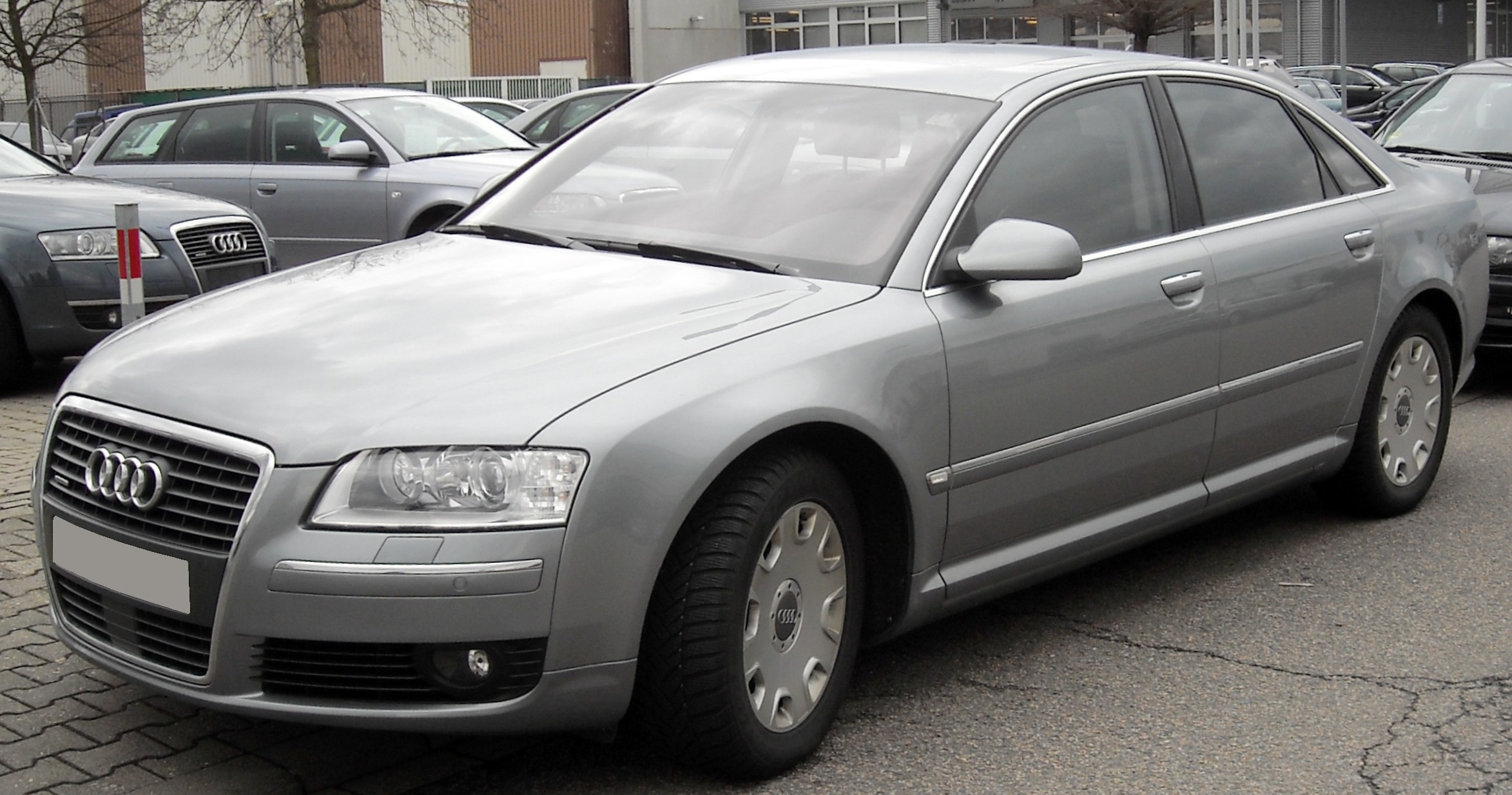
아우디 A8(중기형) 정측면
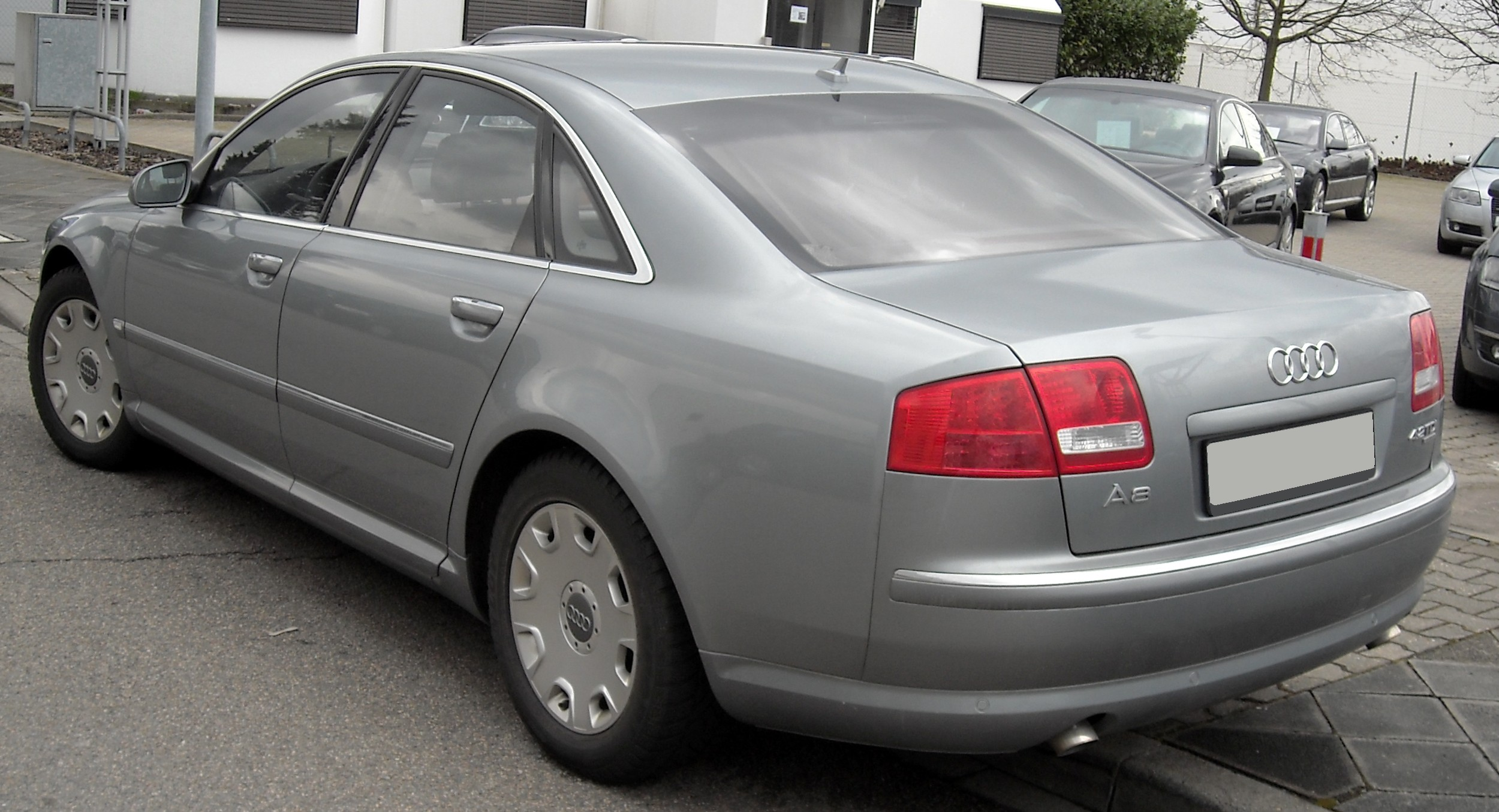
아우디 A8(중기형) 후측면
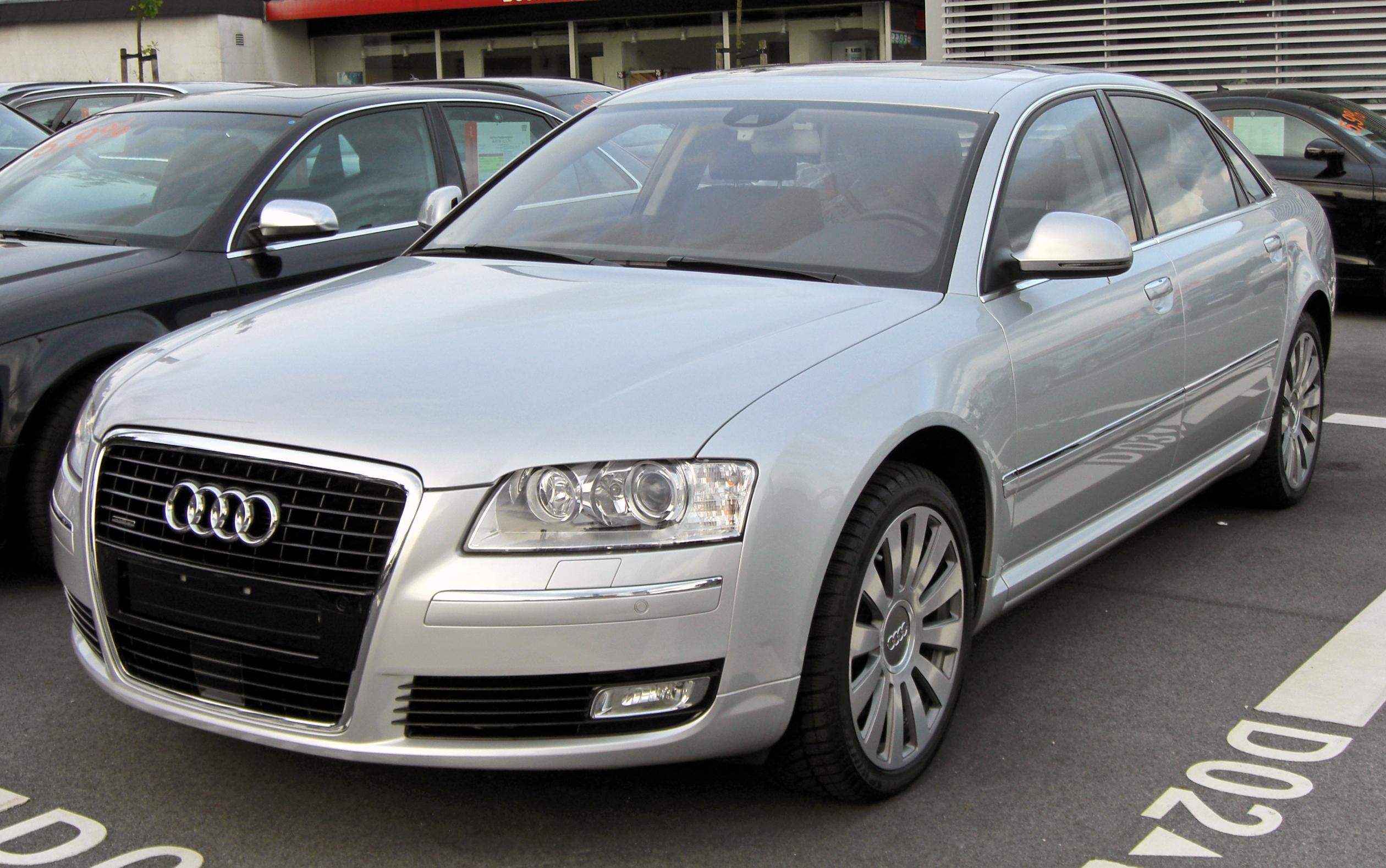
아우디 A8(후기형) 정측면
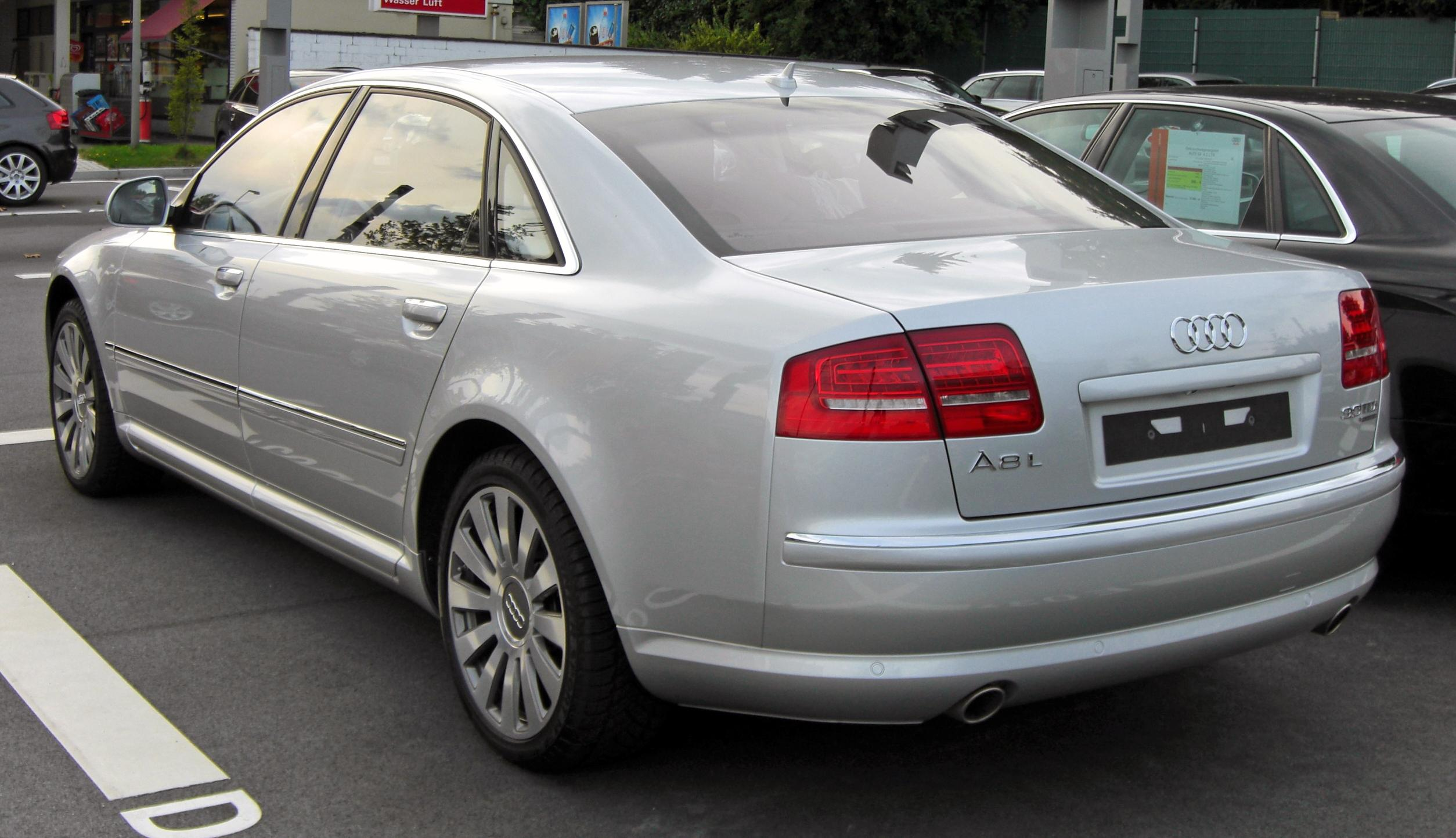
아우디 A8(후기형) 후측면

## 3세대(D4)

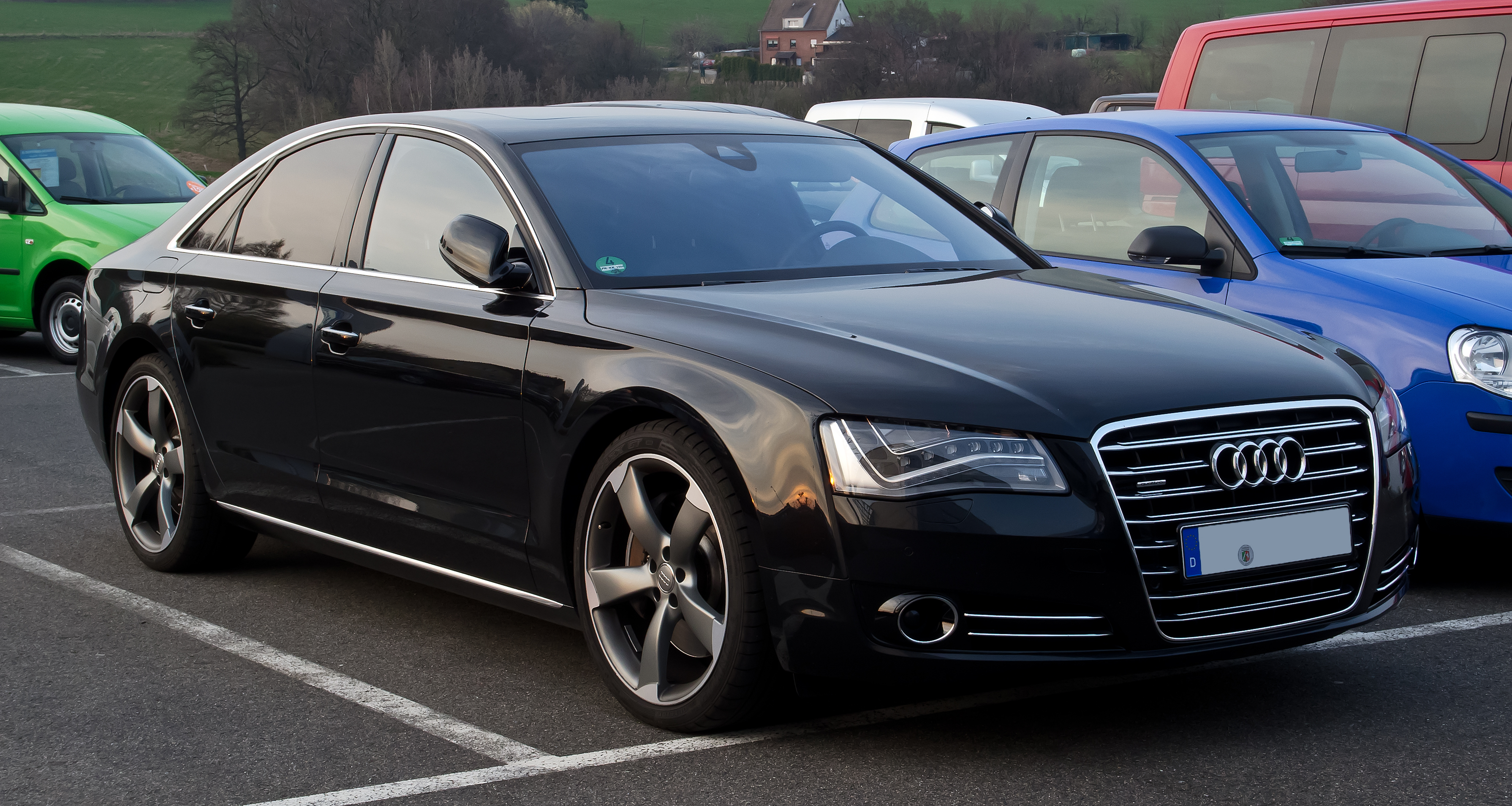
아우디 A8(전기형) 정측면

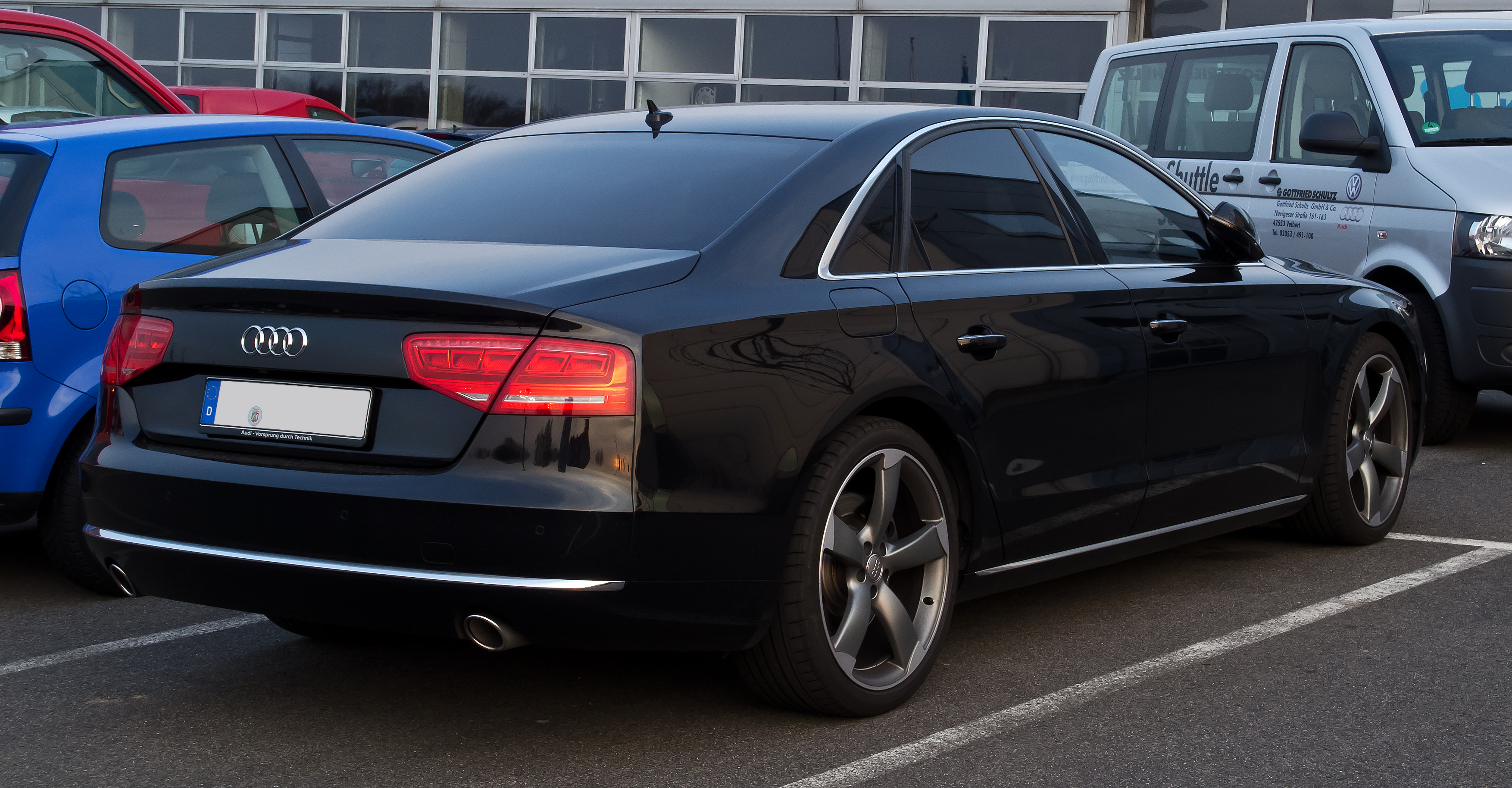
아우디 A8(전기형) 후측면

2009년에 처음 공개되었고, 2010년에 출시되었다. 대한민국에서는 출시되기 전에 2010년 서울 G20 정상회의에 의전 차량으로 쓰이기도 했다. 1세대부터 적용되어 화제를 모았던 알루미늄 차체는 고강력 알루미늄 기술을 더해 더욱 진화되어 일반적인 스틸 차체에 비해 약 40%의 경량화를 실현했고, 아우디 최초의 8단 자동변속기를 장착했다. W12 6.0L 엔진은 W12 6.3L엔진으로 대체되었다. 독일의 유력 주간지 빌트 암 손탁에 의해 골든 스티어링 휠, 독일의 유력 자동차 전문지 아우토 빌드 알라드에 의해 올해의 4륜구동 자동차로 선정되었으나, 초기 품질이 최악인 차로 선정되는 불명예를 안기도 했다. 영화 트랜스포터: 리퓰드에서 에드 스크레인의 자동차로 출연했으며, 영화에 나온 건 스포츠 버전 트림인 S8 콰트로이다. 2014년에 페이스 리프트를 거쳐 적용된 헤드 램프의 매트릭스 LED는 원하는 곳만 밝혀준다.

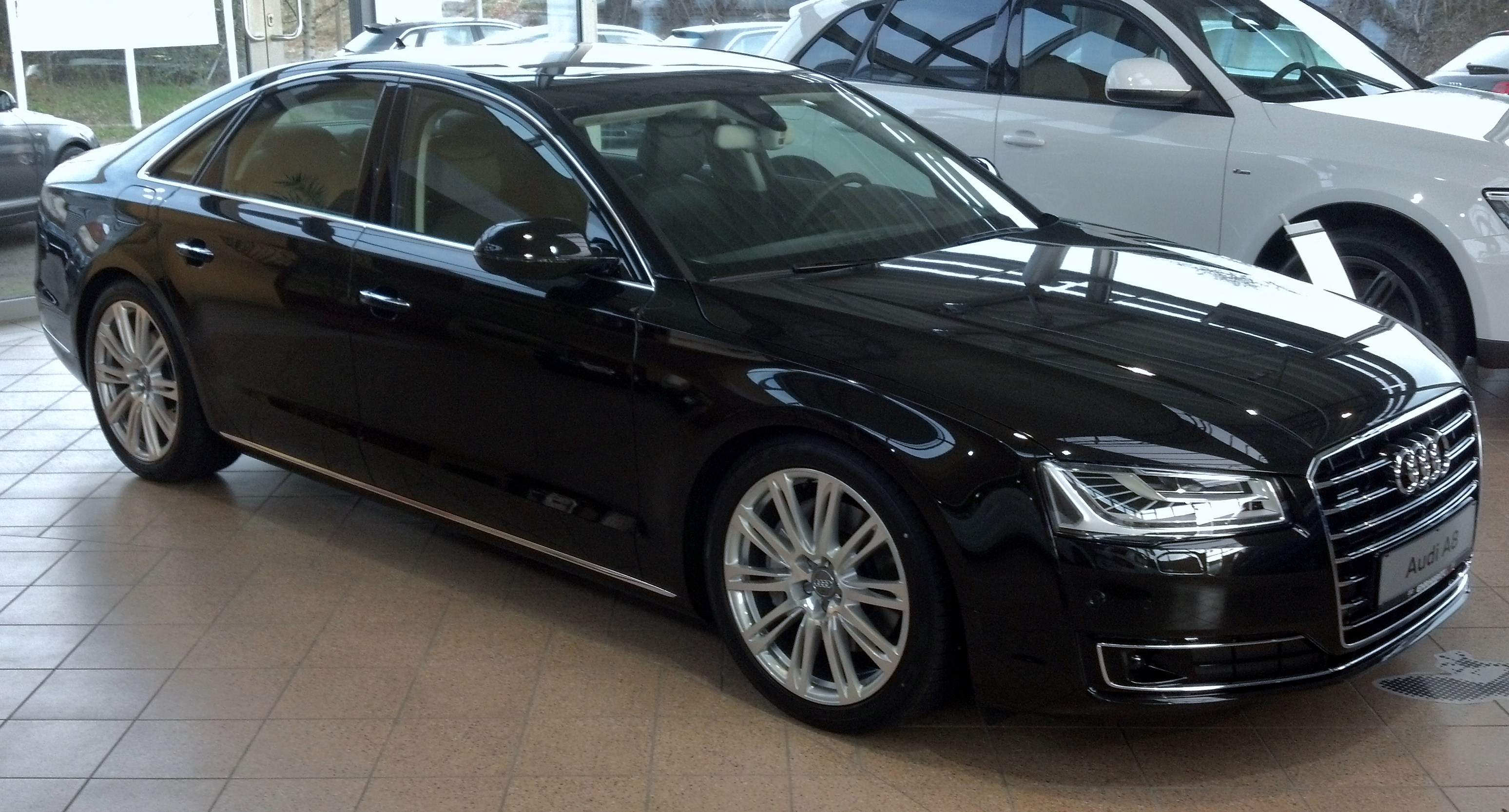
아우디 A8(후기형) 정측면
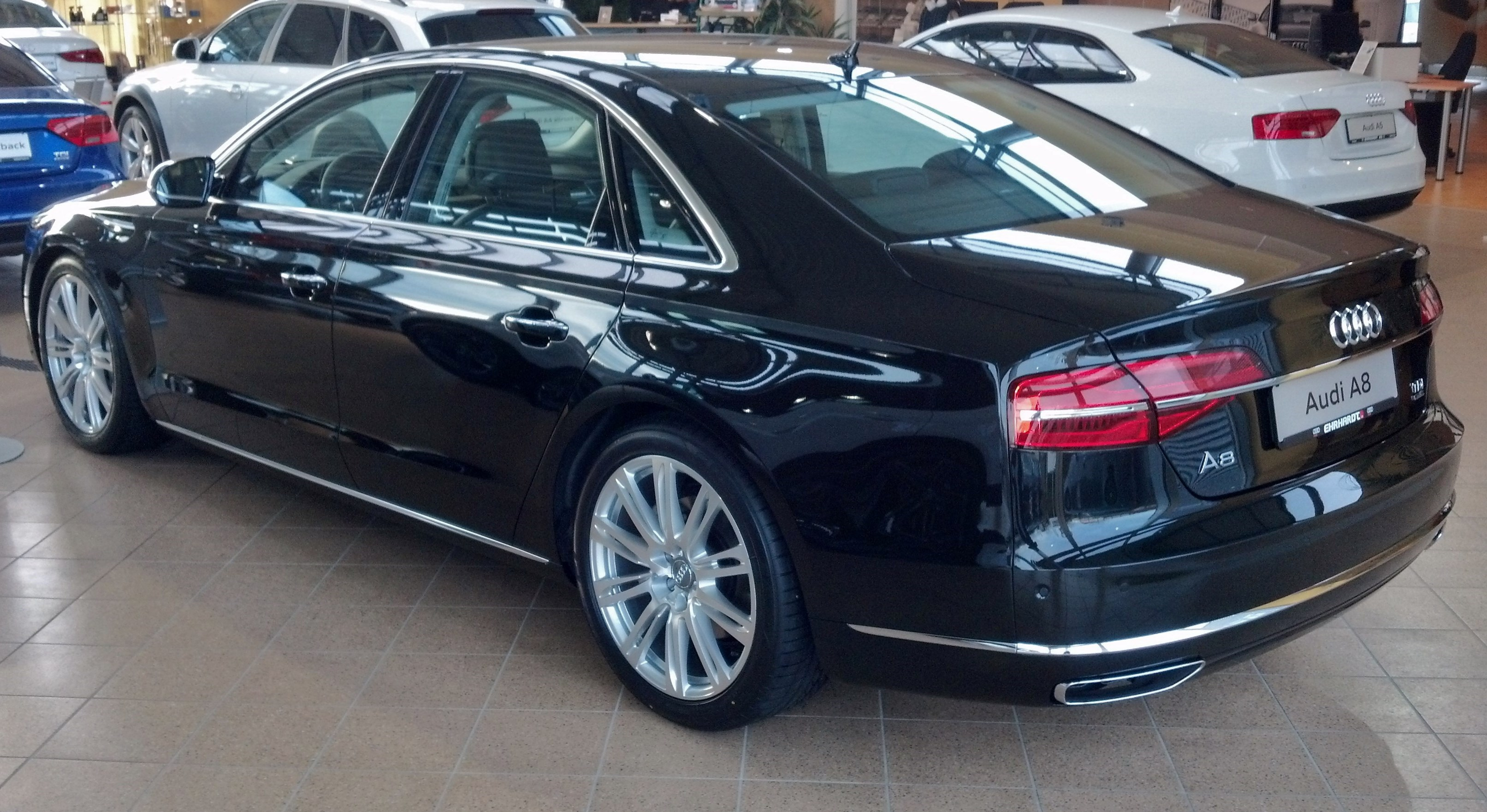
아우디 A8(후기형) 후측면

## 4세대(D5)

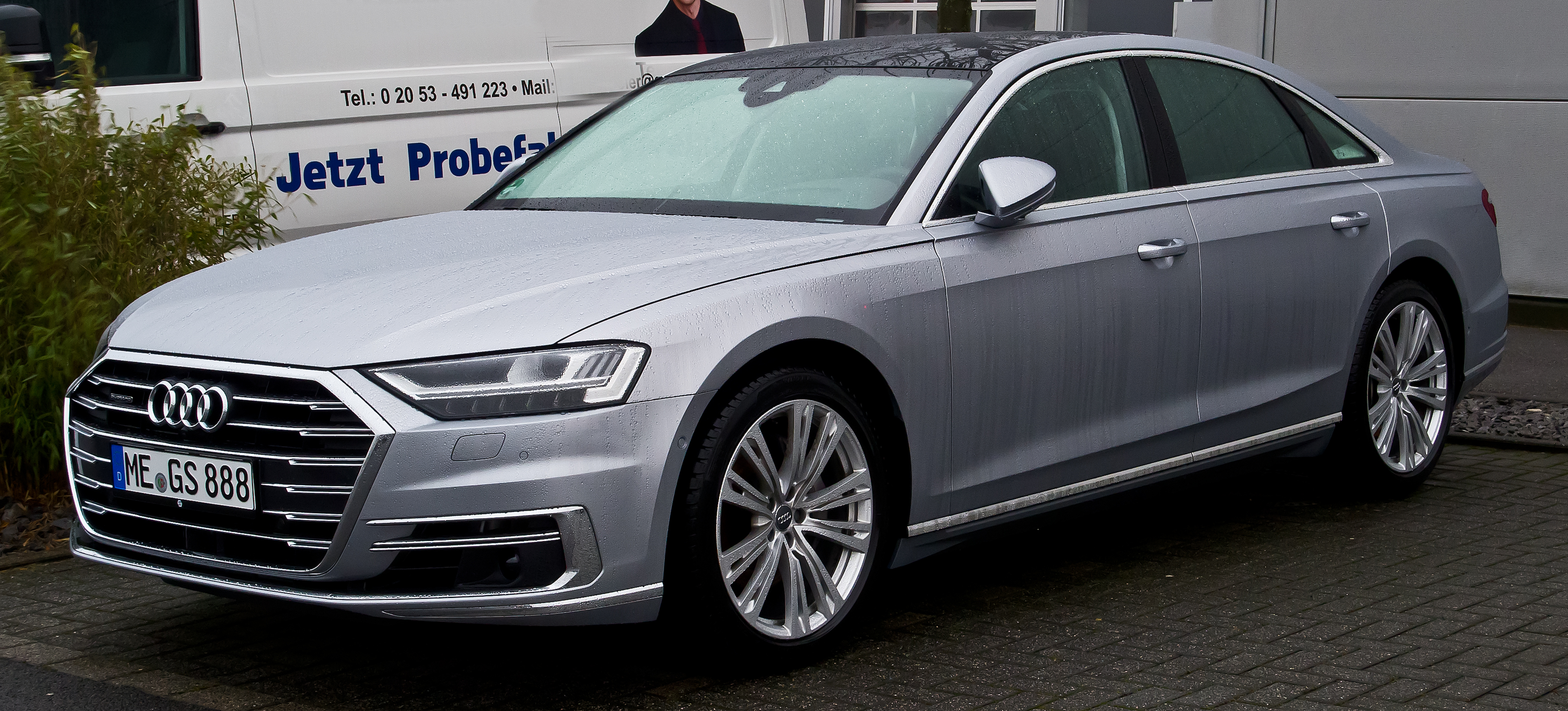
아우디 A8 정측면

2017년에 공개되었다.

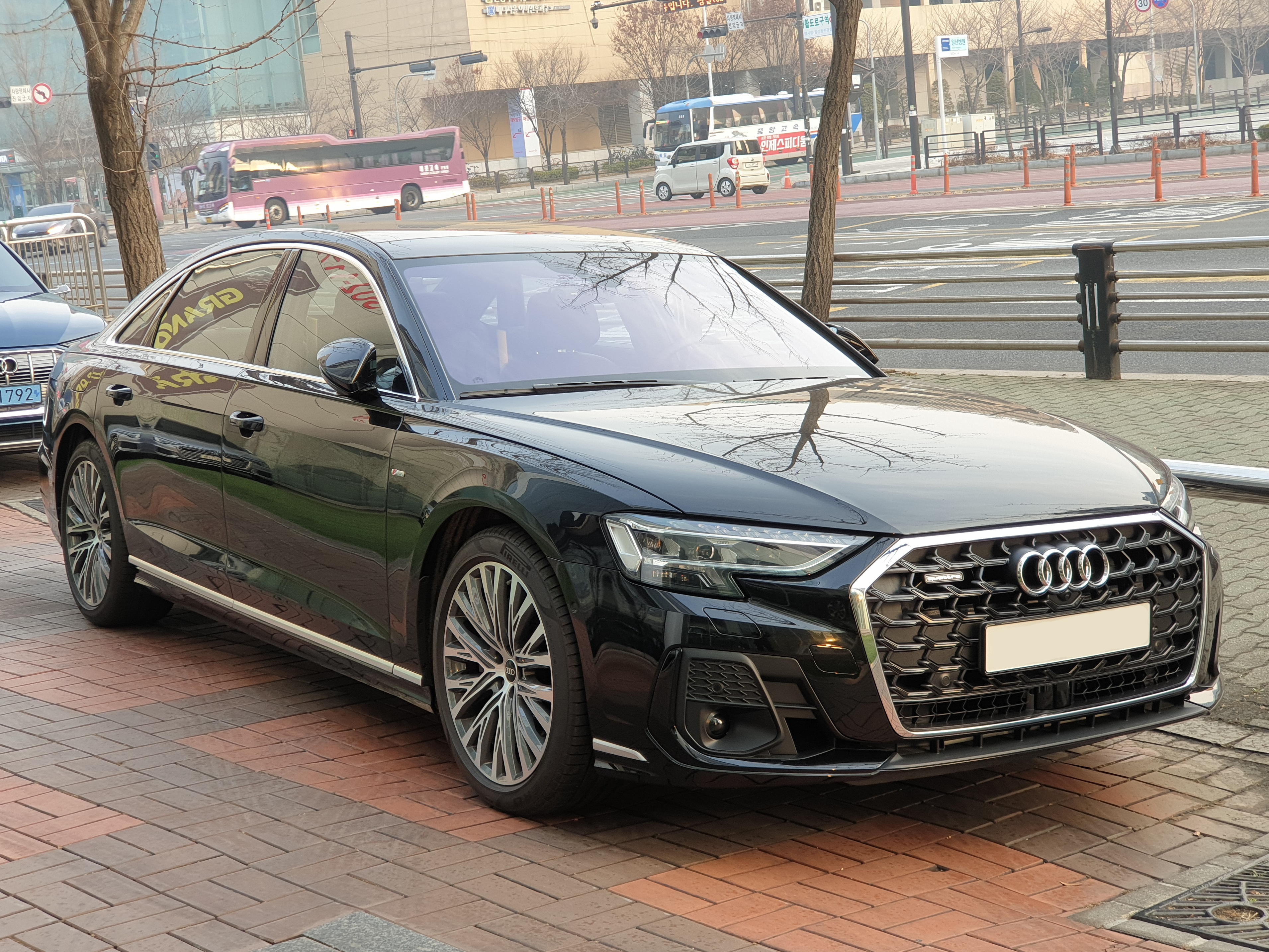
아우디 A8 D5 후기형 전면
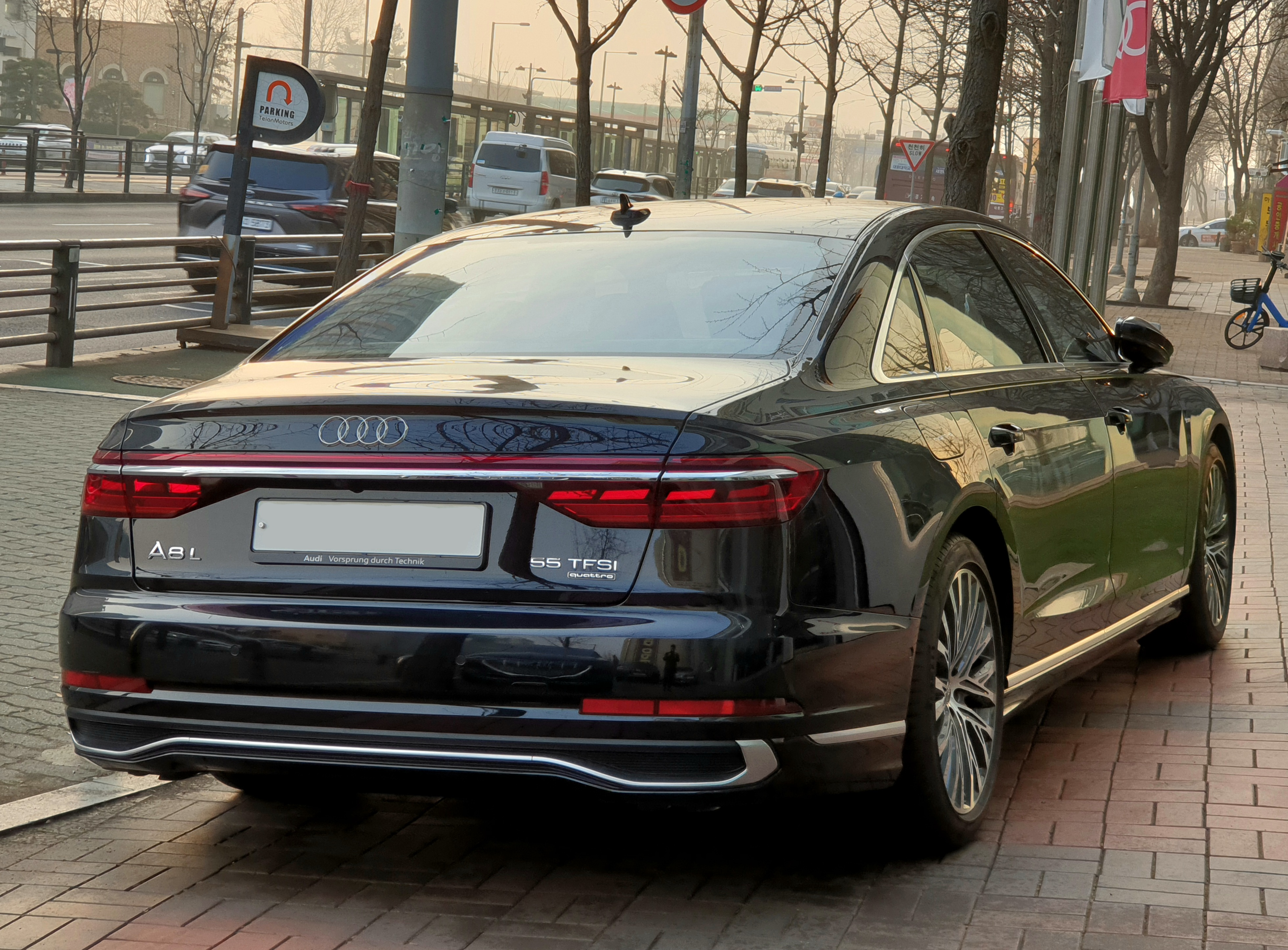
아우디 A8 D5 후기형 후면

## 경쟁 차량
- 메르세데스-벤츠 - S 클래스
- BMW - 7 시리즈
- 렉서스 - LS
- 제네시스 - G90
- 마세라티 - 콰트로포르테